# George Campbell, 8. Duke of Argyll

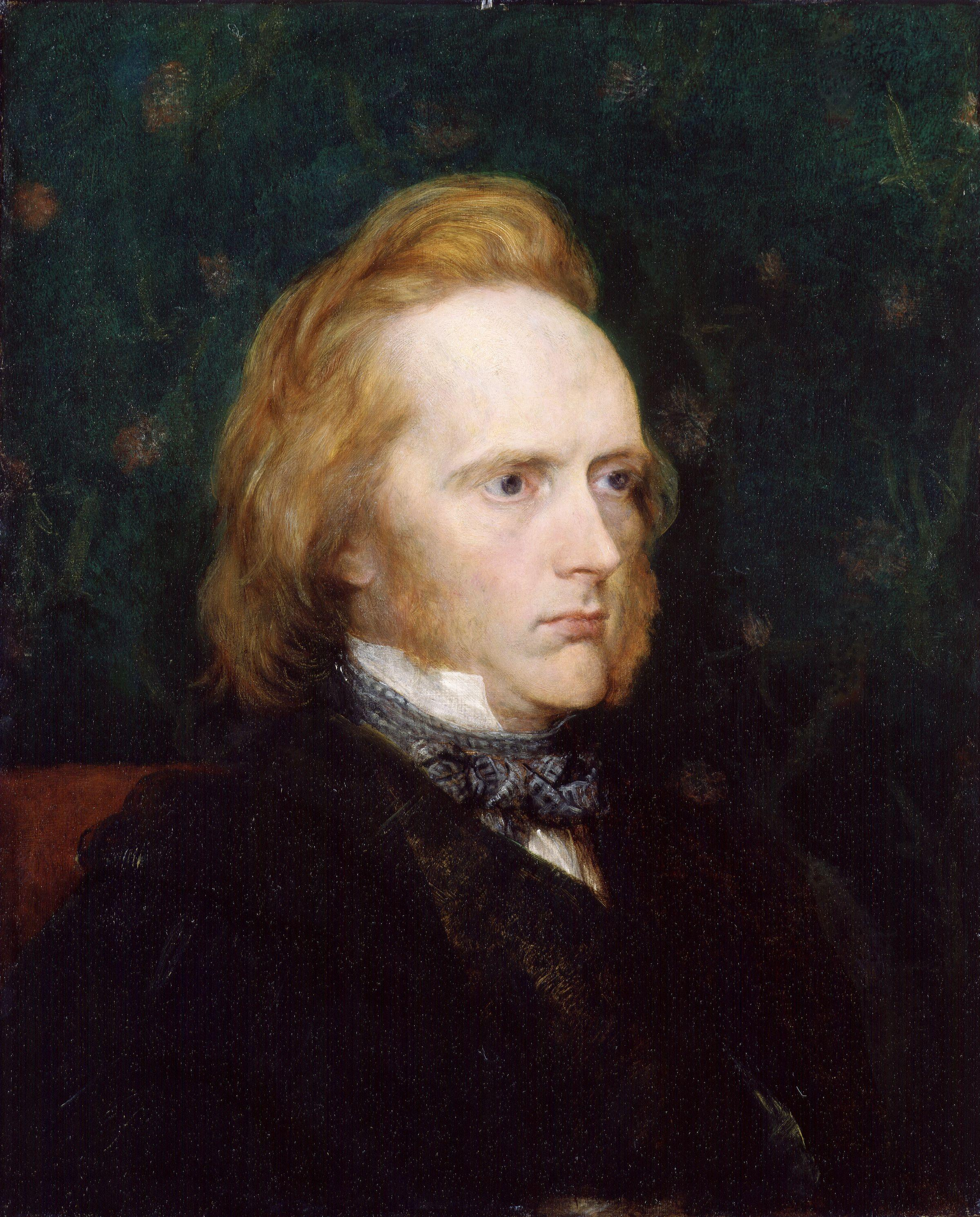
George Campbell, 8. Duke of Argyll

George John Douglas Campbell, 8. und 1. Duke of Argyll KG, PC, FRS (* 30. April 1823 auf Ardencaple Castle in Helensburgh; † 24. April 1900 auf Inveraray Castle in Argyllshire) war ein britischer Adliger, Schriftsteller und liberaler Politiker. Bis 1847 führte er den Höflichkeitstitel Marquess of Kintyre and Lorne.

## Politische Karriere
George Campbell war der zweite Sohn des Politikers John Campbell, 7. Duke of Argyll (1777–1847) und seiner zweiten Ehefrau Joan Glassel († 1828), eine Tochter John Glassels und Helen Buchans. Seine Großeltern väterlicherseits waren der Feldmarschall John Campbell, 5. Duke of Argyll und Elizabeth Gunning, 1. Baroness Hamilton of Hameldon.
George Campbell besuchte zunächst das Eton College, dann die University of St Andrews  und studierte später am Trinity College der Universität Cambridge. Nach seiner Kavalierstour in Italien wurde er für den Wahlbezirk Argyllshire ins Unterhaus gewählt. George Campbell gehörte zu den engsten Verbündeten des Prinzgemahls Albert von Sachsen-Coburg und Gotha.
Nachdem er 1847 die Titel seines Vaters geerbt hatte, nahm er seinen Sitz im House of Lords ein. Fünf Jahre später wurde er Lord Privy Seal im Kabinett Aberdeen. 1855 wechselte er unter Lord Palmerston in das Amt des Postmaster General, bevor er in dessen zweitem Kabinett wieder Lordsiegelbewahrer wurde. William Gladstone machte Campbell 1868 zum Indien-Minister. Dieses Amt verlor er 1874 nach dem Wahlsieg der Tories.
1880/81 war Campbell nochmals Lordsiegelbewahrer unter Gladstone. In der Folgezeit wandte er sich jedoch mehr und mehr von Gladstone ab, weil er dessen Irland-Politik (Home Rule) ablehnte. Am 7. April 1892 wurde ihm der Titel Duke of Argyll neu verliehen, dieser Titel gehört im Gegensatz zu seinem bisherigen Dukedom zur Peerage of the United Kingdom.
1849 wurde er zum Fellow der Royal Society of Edinburgh und 1851 der Royal Society of London gewählt.

## Privatleben und Familie

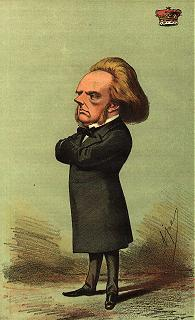
Karikatur George Campbells, 8. Duke of Argyll, um 1880

Am 31. Juli 1844 heiratete Campbell in Trentham die Oberhofdame (Mistress of the Robes) der Königin Victoria, Lady Elizabeth Georgiana Sutherland-Leveson-Gower (1824–1878), die zweite Tochter des Politikers George Sutherland-Leveson-Gower, 2. Duke of Sutherland, und der Lady Harriet Elizabeth Georgiana Howard. Aus der Verbindung gingen dreizehn Kinder hervor:
- John George Edward Henry Campbell, 9. Duke of Argyll (1845–1914) ⚭ 1871 Prinzessin Louise von Großbritannien und Irland (1848–1939)
- Lord Archibald Campbell (1846–1913) ⚭ 1869 Janey Sevilla Callander († 1923)
- Lord Walter Campbell (1848–1889) ⚭ 1874 Olivia Rowlandson Milns († 1892)
- Lady Edith Campbell (1849–1913) ⚭ 1868 Henry George Percy, 7. Duke of Northumberland (1846–1918)
- Lord George Granville Campbell (1850–1915) ⚭ 1879 Sybil Lascelles Alexander († 1947)
- Lady Elisabeth Campbell (1853–1896) ⚭ 1880 Lt.-Col. Edward Harrison Clough-Taylor († 1921)
- Lord Colin Campbell (1853–1895) ⚭ 1881–1884 (Ehe annulliert) Gertrude Elizabeth Blood (1857–1911)
- Lady Victoria Campbell (1854–1910), unverheiratet
- Lady Evelyn Campbell (1855–1940) ⚭ 1886 James Baillie-Hamilton (1850–1921)
- Lady Frances Campbell (1858–1931) ⚭ 1879 Colonel Eustace James Anthony Balfour (1854–1911)
- Lady Mary Emma Campbell (1859–1947) ⚭ 1882 Rt. Rev. Hon. Edward Carr Glyn (1843–1928)
- Lady Constance Harriett Campbell (1864–1922) ⚭ 1891 Charles Emmott (1861–1910)

Nach dem Tod seiner ersten Ehefrau heiratete George Campbell noch zweimal; 1881 Amelia Maria Claughton (1843–1894) und 1895 Ina Erskine McNeill († 1925). Beide Ehen blieben kinderlos.
Dun Boraige Moire wurde 1880 vom Duke of Argyll ausgegraben.
Im Verlauf des Jahres 1900 verschlechterte sich Campbells Gesundheitszustand zusehends. Sein chronisches Nierenleiden und der Tod etlicher Freunde und Weggefährten raubten ihm die Lebenskraft und Lebenswillen. Im Frühjahr 1900 spitzte sich die Lage zu, und er starb am 24. April des Jahres.

## Werke (Auswahl)
Sein großes Interesse an Wissenschaft und Bildung für Schottland führte 1872 zum „Education Act“ und er schrieb diverse Bücher mit wissenschaftlichem und religiösen Hintergrund.
- The Reign of Law. Strahan, London 1867, (Digitalisat).
- Primeval Man: An Examination of some Recent Speculations. Strahan, London 1869, (Digitalisat).
- The Eastern Question from the Treaty of Paris 1856 to the Treaty of Berlin 1878 and to the Second Afghan War. 2 Bände. Strahan, London 1879, (Digitalisate: Band 1, Band 2).
- The Unity of Nature. Strahan, London 1884, (Digitalisat).
- Scotland As It Was and As It Is. 2 Bände. Douglas, Edinburgh 1887, (Digitalisate: Band 1, Band 2).
- The Unseen Foundations of Society. An Examination of the Fallacies and Failures of Economic Science Due to Neglected Elements. Murray, London 1893, (Digitalisat).
- Autobiography and Memoirs. Edited by the Dowager Duchess of Argyll. 2 Bände. Murray, London 1906, (posthum; Digitalisate: Band 1, Band 2).